# Antoni d'Armengol i de Macip
Antoni d'Armengol i de Macip, baró de Rocafort de Queralt (? - Cambrils, 16 de desembre de 1640) fou un noble i militar català.
Oficial de l'exèrcit de Catalunya, durant la Guerra dels Segadors lluità a les ordres de Bernat de Boixadors i d'Erill, cap de les forces defensives al front meridional.
Com a governador de Cambrils, va fer front amb les tropes que s'havien retirat de la batalla del coll de Balaguer per guanyar temps perquè les tropes franceses arribessin a Tarragona, fins que el 16 de desembre de 1640 va rendir la ciutat al cap de l'exèrcit castellà, Pedro Fajardo de Zúñiga y Requesens, marquès de Los Vélez, que traí la seva paraula i va fer executar per la cavalleria els defensors que sortien de la població. Els cossos d'Antoni d'Armengol i els dels altres caps militars Jacint Vilosa i Carles Bertrolà i de Caldés, foren penjats a les portes de la vila.